# Yoshifumi Kashiwa
Yoshifumi Kashiwa (柏 好文?, Kashiwa Yoshifumi; Fujikawa, 28 luglio 1987) è un calciatore giapponese, centrocampista del Ventforet Kofu.

## Carriera
Prodotto del vivaio dell'Università Kokushikan, debutta con i professionisti nel 2010 presso il Ventforet Kofu, squadra della J2 League. Durante la sua permanenza, il club di Kōfu centrerà la promozione in J1 League in due occasioni.
Dopo quattro stagioni da titolare, nel corso delle quali raccoglie 120 presenze e 10 reti in campionato, è acquistato dal Sanfrecce Hiroshima.

## Statistiche

### Presenze e reti nei club
Statistiche aggiornate all'8 dicembre 2024.
| Stagione                   | Squadra                    | Campionato                 | Campionato | Campionato | Coppe nazionali | Coppe nazionali | Coppe nazionali | Coppe continentali | Coppe continentali | Coppe continentali | Altre coppe | Altre coppe | Altre coppe | Totale | Totale |
| Stagione                   | Squadra                    | Comp                       | Pres       | Reti       | Comp            | Pres            | Reti            | Comp               | Pres               | Reti               | Comp        | Pres        | Reti        | Pres   | Reti   |
| -------------------------- | -------------------------- | -------------------------- | ---------- | ---------- | --------------- | --------------- | --------------- | ------------------ | ------------------ | ------------------ | ----------- | ----------- | ----------- | ------ | ------ |
| 2008                       | Kokushikan Daigaku         | -                          | -          | -          | CG              | 2               | 0               | -                  | -                  | -                  | -           | -           | -           | 2      | 0      |
| 2010                       | Ventforet Kofu             | J2                         | 16         | 1          | CG              | 2               | 0               | -                  | -                  | -                  | -           | -           | -           | 18     | 1      |
| 2011                       | Ventforet Kofu             | J1                         | 29         | 1          | CG+CdL          | 1+1             | 0               | -                  | -                  | -                  | -           | -           | -           | 31     | 1      |
| 2012                       | Ventforet Kofu             | J2                         | 41         | 4          | CG              | 0               | 0               | -                  | -                  | -                  | -           | -           | -           | 41     | 4      |
| 2013                       | Ventforet Kofu             | J1                         | 34         | 4          | CG+CdL          | 4+3             | 0               | -                  | -                  | -                  | -           | -           | -           | 41     | 4      |
| 2014                       | Sanfrecce Hiroshima        | J1                         | 29         | 2          | CG+CdL          | 0+5             | 0               | ACL                | 6                  | 0                  | SG          | 0           | 0           | 40     | 2      |
| 2015                       | Sanfrecce Hiroshima        | J1                         | 30+2       | 4+1        | CG+CdL          | 4+2             | 1+0             | -                  | -                  | -                  | Cmc         | 4           | 0           | 42     | 6      |
| 2016                       | Sanfrecce Hiroshima        | J1                         | 34         | 1          | CG+CdL          | 2+2             | 0               | ACL                | 5                  | 0                  | SG          | 1           | 0           | 44     | 1      |
| 2017                       | Sanfrecce Hiroshima        | J1                         | 29         | 2          | CG+CdL          | 2+4             | 0               | -                  | -                  | -                  | -           | -           | -           | 35     | 2      |
| 2018                       | Sanfrecce Hiroshima        | J1                         | 34         | 4          | CG+CdL          | 3+2             | 0               | -                  | -                  | -                  | -           | -           | -           | 39     | 4      |
| 2019                       | Sanfrecce Hiroshima        | J1                         | 34         | 8          | CG+CdL          | 1+2             | 0               | ACL                | 5                  | 0                  | -           | -           | -           | 42     | 8      |
| 2020                       | Sanfrecce Hiroshima        | J1                         | 28         | 1          | CdL             | 2               | 0               | -                  | -                  | -                  | -           | -           | -           | 30     | 1      |
| 2021                       | Sanfrecce Hiroshima        | J1                         | 29         | 2          | CG+CdL          | 0+6             | 0               | -                  | -                  | -                  | -           | -           | -           | 35     | 2      |
| 2022                       | Sanfrecce Hiroshima        | J1                         | 25         | 3          | CG+CdL          | 4+10            | 1+2             | -                  | -                  | -                  | -           | -           | -           | 39     | 6      |
| 2023                       | Sanfrecce Hiroshima        | J1                         | 9          | 0          | CG+CdL          | 1+4             | 0               | -                  | -                  | -                  | -           | -           | -           | 14     | 0      |
| 2024                       | Sanfrecce Hiroshima        | J1                         | 6          | 0          | CG+CdL          | 3+1             | 0+1             | ACL-2              | 5                  | 0                  | -           | -           | -           | 15     | 1      |
| Totale Sanfrecce Hiroshima | Totale Sanfrecce Hiroshima | Totale Sanfrecce Hiroshima | 289        | 28         |                 | 60              | 5               |                    | 21                 | 0                  |             | 5           | 0           | 375    | 33     |
| 2025                       | Ventforet Kofu             | J2                         | 0          | 0          | CG+CdL          | 0               | 0               | -                  | -                  | -                  | -           | -           | -           | 0      | 0      |
| Totale Ventforet Kofu      | Totale Ventforet Kofu      | Totale Ventforet Kofu      | 120        | 10         |                 | 11              | 0               |                    | -                  | -                  |             | -           | -           | 131    | 10     |
| Totale carriera            | Totale carriera            | Totale carriera            | 409        | 38         |                 | 73              | 5               |                    | 21                 | 0                  |             | 5           | 0           | 508    | 43     |

## Palmarès

### Club

#### Competizioni nazionali
- J2 League: 1

Ventforet Kofu: 2012
- Supercoppa del Giappone: 2

Sanfrecce Hiroshima: 2014, 2016
- Campionato giapponese: 1

Sanfrecce Hiroshima: 2015
- Coppa J. League: 1

Sanfrecce Hiroshima: 2022